# Birkenbach (Main, Theres)
Der Birkenbach ist ein gut zwei Kilometer langer rechter und nördlicher Zufluss des Mains im Gebiet der Gemeinde  Theres im unterfränkischen Landkreis Haßberge.

## Geographie

### Verlauf
Der Birkenbach entspringt im Südlichen Hesselbacher Waldland auf einer Höhe von etwa 295 m ü. NHN knapp einen Kilometer nordnordöstlich des zur Gemeinde Theres gehörenden Ortsteiles Untertheres im Waldgewann Stockach.
Er fließt zunächst knapp einen Kilometer lang in südsüdöstlicher Richtung durch den Laubwald der Gewanne Wolfsholz am rechten und Stockach am linken Ufer. Danach wechselt er in der Flur Hachenlohe auf fast südliche Richtung. Die folgenden ungefähr vierhundert Meter zieht er an der Grenze des sich an der Westseite weiter fortsetzenden Waldes zu den nunmehr gegenüberliegenden Feldern entlang. Dann lässt er den Wald ganz hinter sich und läuft gut sechshundert Meter lang durch die Feldflur Oberer Birkenbach.
Er unterquert nun die B 26, tritt auf der anderen Seite etwa hundert Meter nach Westen versetzt wieder an die Oberfläche, kreuzt dann noch die Gleisanlagen der Bahnstrecke Bamberg–Rottendorf und mündet schließlich, etwa zweihundert Meter unterhalb der Mainbrücke der von der Bundesstraße abzweigenden St 2426, bei ungefähr Mainkilometer 349 und in der Flur Unterem Birkenbach zwischen Obertheres und Untertheres auf einer Höhe von 216 m ü. NHN von rechts und Norden in den Main.

## Charakter
Der Birkenbach ist ein Wasserlauf mit grabenartigen Charakter, dessen Ufern Hochstauden und Altgrasbestände säumen.